# Zofia Majchrzyk
Zofia Maria Majchrzyk (ur. 13 maja 1923 w Krakowie, zm. 26 października 2024) – polska dziennikarka sportowa.

## Życiorys
Była córką Władysława Bergiela i Marii Klimontowskiej. W 1940 ukończyła cztery klasy gimnazjum im J. Joteyki w Krakowie, a następnie dwie klasy liceum w Dobczycach. W czasie II wojny światowej była sanitariuszką i łączniczką Armii Krajowej. Działała w 4 Pułku Piechoty Legionów. W 1943 złożyła maturę, która następnie została zweryfikowana w 1945 w Myślenicach. W 1947 ukończyła 3 letnie studium WF-UJ w Krakowie. Po ukończeniu studiów w latach 1948–1951 była instruktorem WF i sportu Wojewódzkiego Urzędu PW i WF w Kielcach, a od 1951 do 1952 roku Wojewódzkiego Komitetu Kultury Fizycznej we Wrocławiu 1951-1952. 
W latach 1953–1983 była dziennikarką rozgłośni Polskiego Radia i Telewizji w Kielcach. Od 1 października 1958 do 30 marca 1970 prowadziła dział sportu w rozgłośni regionalnej. Na antenie ogólnopolskiej zadebiutowała relacją z meczu bokserskiego juniorów pomiędzy Polską a Czechosłowacją w Radomiu. Popularyzowała water polo w Ostrowcu Świętokrzyskim i sport wiejski w programach lokalnych i ogólnopolskich. Była współpracowniczką PTTK w Kielcach. Od 1970 pracowała w redakcji historycznej i oświatowo-pedagogicznej. Prowadziła cykl audycji krajobrazy historyczne. Została pochowana w kwaterze żołnierzy AK na cmentarzu w Cedzynie.  

## Życie prywatne
Była dwukrotnie zamężna z Ludwikiem Stochem i Wacławem Majchrzykiem. Miała trzy córki: Bożenę, Irenę i Dorotę. 